# 丹波正史
丹波 正史（たんば せいし、1947年4月12日 - ）は愛知県出身の部落解放運動家、地方議員。

## 人物
愛知県海部郡甚目寺町（現・あま市）生まれ。父の丹波繁正は富山県の被差別部落の出で、社会大衆党神戸支部執行委員を経て、甚目寺町の町会議員を3期つとめた。母の弟の井村末次郎も甚目寺町の町会議員（日本共産党）を1期つとめた。甚目寺町の町会議員を正史自身も1期、正史の妻の真理も7期つとめている。
愛知県立中村高等学校在学中、18歳で日本共産党に入党。1974年、甚目寺町議に当選し、4年間にわたり愛知県部落解放運動連合会（略称・愛解連）委員長と兼任。1978年、31歳で全国部落解放運動連合会（略称・全解連）中央執行委員になり、1983年、35歳で全解連書記次長となる。1991年から全解連書記長。2004年、全解連が全国地域人権運動総連合（略称・全国人権連）に改組されてからは同議長を務める。息子の丹波史紀は立命館大学准教授で全国人権連事務局次長。

## 著書
- 「自立・連帯・融合」(1988年部落問題研究所）
- 「がんばる全解連」(1991年部落問題研究所)
- 「『部落解放基本法』批判」 (1994年部落問題研究所)
- 「21世紀への創造－運動の将来像を探る」 (1996年兵庫部落問題研究所)
- 「部落解放運動の対決点J (1996年部落問題研究所）
- 「どうなる日本の人権－『人権擁護施策推進法』」 (1997年部落問題研究所)
- 「『部落』が部落でなくなる時－解放運動の発展的転換J (1999年部落問題研究所）
- 「映画でみる子どもの権利」 (2004年愛知人権ネット）
- 「人間と部落－ある部落解放運動家の思い」 (2008年地域人権ネット）
- 「部落問題解決の理論的軌跡」（2014年部落問題研究所）

### 共著
- 「部落解放運動からの卒業一新たな地域住民運動の構築へ－」 (2003年部落問題研究所）